# Brahim Thiam
Brahim Thiam es un futbolista francés naturalizado en Malí. Nació en Bobigny, cerca de París en Francia el 24 de febrero de 1974. Juega de defensa para el SM Caen.

## Selección nacional
Ha sido internacional con la Selección de fútbol de Malí, ha jugado 88 partidos internacionales y ha anotado 25 goles.

## Clubes
| Club           | País    | Año       |
| -------------- | ------- | --------- |
| Levante UD     | España  | 1997-1998 |
| Málaga CF      | España  | 1998-1999 |
| Star fc 93     | Francia | 1999-2001 |
| FC Istres      | Francia | 2001-2005 |
| SM Caen        | Francia | 2005-2009 |
| Stade de Reims | Francia | 2009-     |

- Datos: Q2299266